# Franc Weerwind

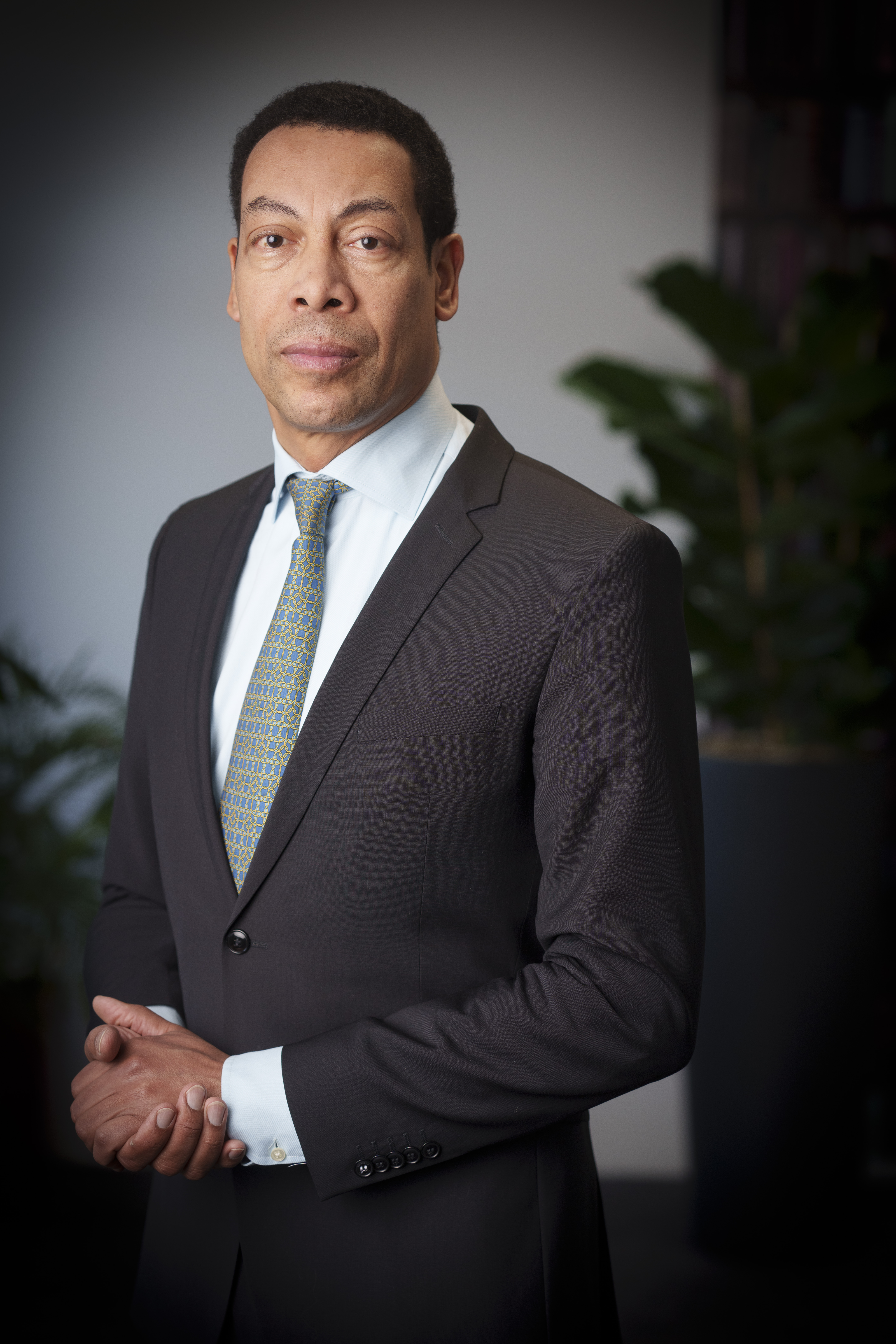
Franc Weerwind (2022)

Franciscus Max „Franc“ Weerwind (* 22. September 1964 in Amsterdam) ist ein niederländischer Politiker der D66 und ist seit dem 10. Januar 2022 Minister für Rechtsschutz im Kabinett Rutte IV. Vom 9. September 2015 bis 10. Januar 2022 war er nacheinander Bürgermeister von Niedorp, Velsen und Almere.

## Leben und Karriere
Franc Weerwind wurde 1964 in Amsterdam geboren und wuchs im Ortsteil Nieuw-Vennep, in der Gemeinde Haarlemmermeer auf. Von 1986 bis 1992 studierte er öffentliche Verwaltung an der Universität Leiden. 1987 wurde er Mitglied der Leiden Student Association Minerva; zusammen mit dem damaligen Kronprinzen Willem-Alexander. Im Jahr 2000 wurde Weerwind stellvertretender Stadtschreiber von Leiderdorp und ein Jahr später Stadtschreiber von Wormerland. Am 1. Dezember 2004 folgte seine Ernennung zum Bürgermeister der Gemeinde Niedorp. Ab dem 16. September 2009 war er Bürgermeister von Velsen. Dieses Amt hielt er bis September 2015. Vom 9. September 2015 bis 10. Januar 2022 war der Niederländer Bürgermeister von Almere. Am 4. Februar 2017 wurde Weerwind zum Vorsitzenden des Fietsersbond ernannt. Am 10. Januar 2022 wurde er zum für Rechtsschutz zuständigen Minister ohne Geschäftsbereich im Kabinett Rutte IV ernannt.